# Alcohol y cáncer

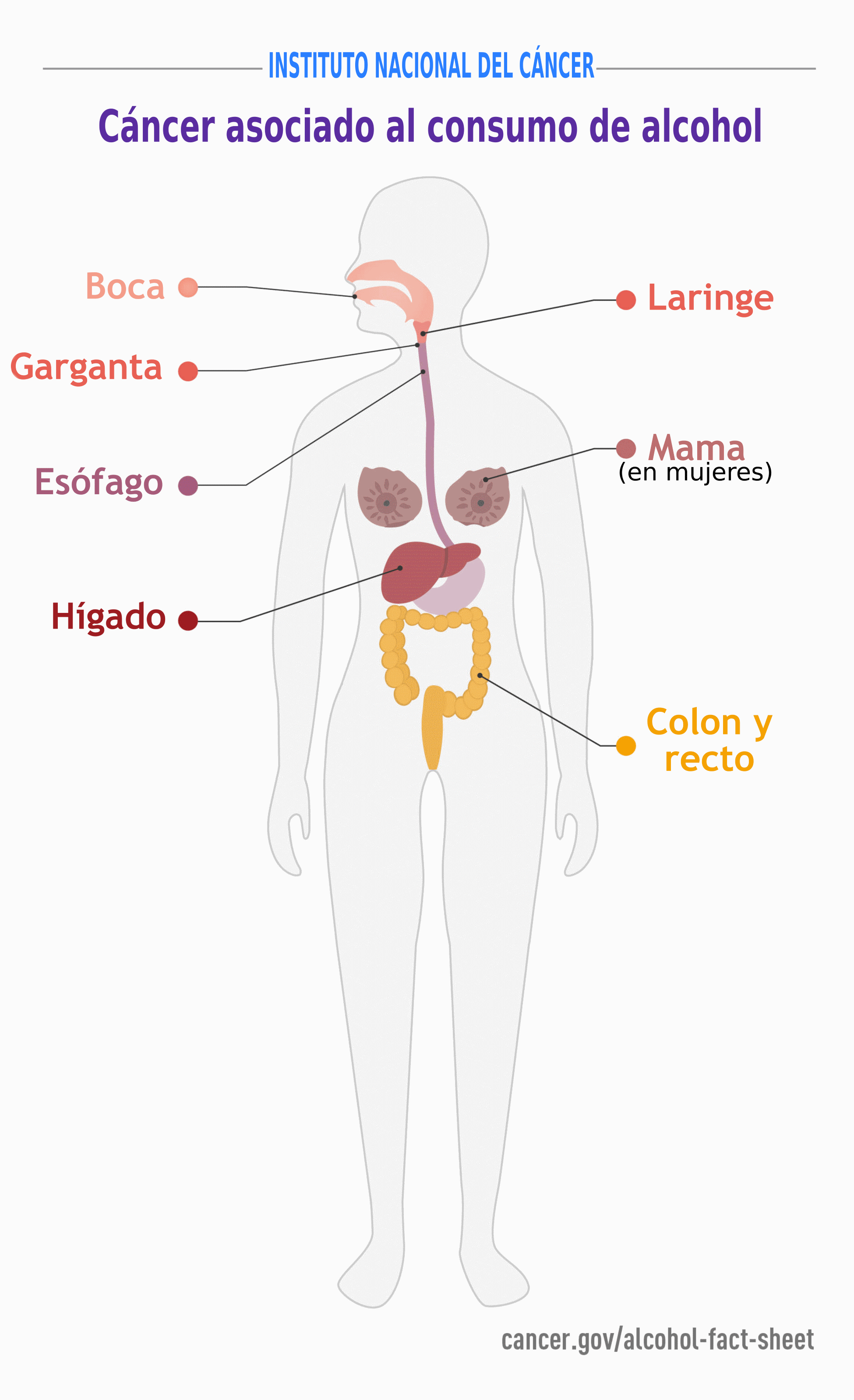

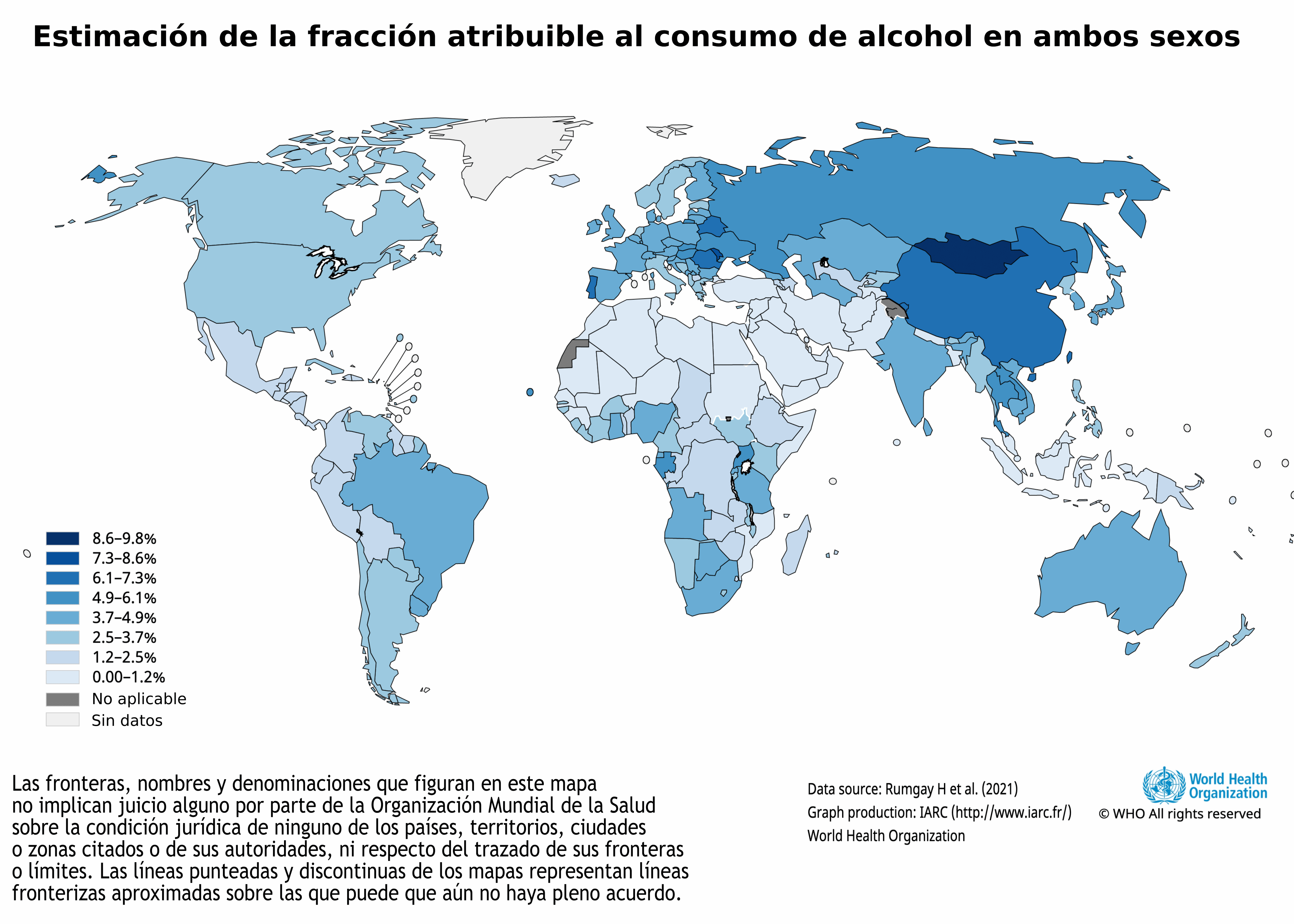
Porcentaje de casos de cáncer causados por el consumo de alcohol por país. Estimación de la fracción atribuible (FAP) de la población de 2020 de cánceres atribuibles al consumo de alcohol, ambos sexos

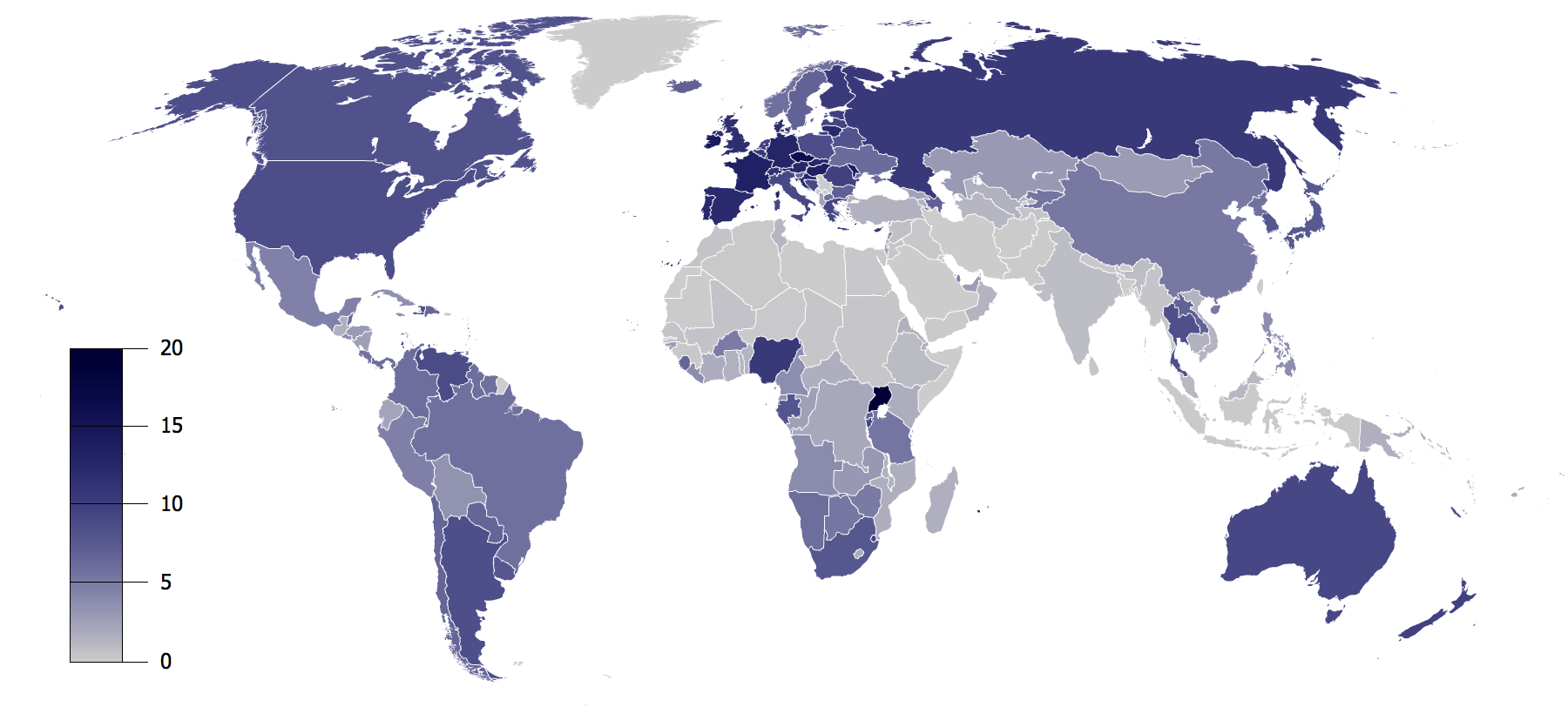
Consumo total de alcohol per cápita registrado, en litros de alcohol puro

El alcohol causa cáncer de esófago, hígado, mama, cavidad oral, colon y recto, faringe, laringe, y probablemente páncreas. El consumo de alcohol en cualquier cantidad puede causar cáncer. Cuanto más alcohol se consume, mayor es el riesgo de cáncer, y ninguna cantidad puede considerarse segura. Las bebidas alcohólicas fueron clasificadas como carcinógenos del Grupo 1 por la Agencia Internacional para la Investigación del Cáncer (IARC) en 1988.
El 3,6% de todos los casos de cáncer y el 3,5% de las muertes por cáncer en el mundo se atribuyen al consumo de alcohol (más concretamente, al acetaldehído, un derivado metabólico del etanol). 740.000 casos de cáncer en 2020 o el 4,1% de los nuevos casos de cáncer se atribuyen al alcohol
Se cree que el alcohol causa cáncer a través de tres mecanismos principales:
1. Metilación del ADN[6]
2. Estrés oxidativo
3. Alteración hormonal

así como mecanismos secundarios de cirrosis hepática, disbiosis del microbioma, reducción de la función del sistema inmunitario, metabolismo de los retinoides, aumento de los niveles de inflamación, metabolismo del 1-Carbono y alteración de la absorción de folatos.
El consumo excesivo de alcohol, consistente en 15 o más bebidas a la semana en el caso de los hombres u 8 o más bebidas a la semana en el caso de las mujeres, fue el que más contribuyó a la incidencia del cáncer en comparación con el consumo moderado. La tasa de casos relacionados con el alcohol es de 3:1 entre hombres y mujeres, especialmente en los cánceres de esófago e hígado.
Algunos países han introducido mensajes de advertencia en los envases de bebidas alcohólicas que informan a los consumidores sobre el alcohol y el cáncer. La industria del alcohol ha intentado engañar activamente al público sobre el riesgo de cáncer debido al consumo de alcohol, además de hacer campaña para eliminar las leyes que exigen que las bebidas alcohólicas lleven etiquetas de advertencia sobre el cáncer.

## Epidemiología de los cánceres relacionados con el alcohol

### Prevalenciamundial de diagnósticos de cáncer atribuidos al consumo de alcohol
En 2020, se identificaron aproximadamente 740 000 casos de cánceres relacionados con el alcohol en todo el mundo con
- 58% de los casos (430.000) residiendo en Asia
- 25% de los casos (180.000) residen en Europa
- 8% de los casos (60,000) que residen en América del Norte
- 5% de los casos (39.000) residen en América Latina y el Caribe
- 3% de los casos (23.000) que residen en África
- 1% de los casos (7.000) residentes en regiones denominadas "otras".

Más de las tres cuartas partes de los 740.000 casos fueron en hombres.

### Estados Unidos
En los Estados Unidos de América, las tasas de cáncer relacionadas con el alcohol fueron más altas en los siguientes estados: Delaware, Colorado, Washington D. C., New Hampshire y Alaska. Por el contrario, las tasas de cáncer relacionadas con el alcohol fueron más bajas en los siguientes estados: Kentucky, Arizona, Oklahoma, Virginia Occidental y Utah.
De 2013 a 2016, aproximadamente 19 000 (4 %) muertes relacionadas con el cáncer en los Estados Unidos se atribuyeron al consumo de alcohol cada año, siendo las muertes por cáncer de mama y cáncer de esófago las más comunes en mujeres y hombres, respectivamente.
Se calcula que el 3,2% de las muertes por cáncer en Estados Unidos se atribuyeron al consumo de alcohol. La distribución de la mortalidad por estados coincidía con la distribución de los casos incidentes.

### Europa
Aproximadamente el 10 % y el 3 % de los diagnósticos de cáncer en hombres y mujeres europeos, respectivamente, se atribuyen al consumo de alcohol.
Europa: Un estudio de 2011 reveló que uno de cada 10 de todos los cánceres en hombres y uno de cada 33 en mujeres estaban causados por la ingesta pasada o actual de alcohol

### Australia
Australia: Un estudio de 2009 encontró que 2100 australianos mueren de cáncer relacionado con el alcohol cada año.

## El alcohol como carcinógeno y cocarcinógeno
En 1998, la Agencia Internacional para la Investigación del Cáncer (Centre International de Recherche sur le Cancer) de la Organización Mundial de la Salud clasificó a las bebidas alcohólicas como cancerígenas. Su evaluación establece: "Existe evidencia suficiente de la carcinogenicidad de las bebidas alcohólicas en humanos. […] Las bebidas alcohólicas son cancerígenas para los humanos ( Grupo 1 )." Basándose en estudios epidemiológicos, que revelaron que el riesgo de cáncer era independiente del tipo de alcohol, y en estudios con animales, que mostraron un mayor riesgo de cáncer con la exposición al etanol solo, el grupo determinó que el etanol de las bebidas alcohólicas era cancerígeno para los seres humanos. Se determinó que el alcohol aumentaba el riesgo de desarrollar cáncer de mama, hígado, colorrectal, esófago, faringe, laringe y boca. En 2009, el grupo determinó que el acetaldehído, que es un metabolito del etanol, también es cancerígeno para los seres humanos. A partir de 2021, el decimoquinto informe del Programa Nacional de Toxicología (NTP) de EE. UU. clasifica el consumo de bebidas alcohólicas como "carcinógeno humano conocido", mientras que el acetaldehído se clasifica como "cancerígeno humano razonablemente previsto ".

## Mecanismos

### Acetaldehído
El acetaldehído es un subproducto de la descomposición del etanol en el hígado, metabolizado por la alcohol deshidrogenasa (ADH), el citocromo P-450 2E1 y las catalasas bacterianas. Entonces, el hígado normalmente elimina el 99% del acetaldehído. El ALDH2 convierte el acetaldehído en acetato, que es un subproducto que se puede excretar a través del hígado. Las personas con el gen ADH1B*1 tienen tasas más altas de conversión de etanol en acetaldehído, mientras que las personas con ALDH2*2 tienen una tasa de conversión más lenta de acetaldehído en acetato, lo que provoca una acumulación más rápida de concentraciones de acetaldehído. El 28-45% de las poblaciones de Asia oriental portan el alelo ALDH2*2. Un hígado promedio puede procesar 7 gramos de etanol por hora. Por ejemplo, se tardan 12 horas en eliminar el etanol de una botella de vino, lo que supone 12 horas o más de exposición al acetaldehído.
El acetaldehído puede unirse al ADN para alterar su forma física o bloquear los mecanismos de reparación y síntesis para inducir mutaciones, rupturas e intercambios. Tanto el acetaldehído como el etanol inhiben la síntesis de S-adenosil-L-metiodina (SAMe), que es una transferasa del grupo metilo.

### Metilación del ADN
La metilación del ADN es la adición de un grupo metilo al carbono-5 de los nucleótidos. el sitio de metilación más común es en una cistina que precede a los nucleótidos de guanina. Esta metilación está catalizada por enzimas ADN metiltransferasas que toman un grupo metilo de la SAMe. Se cree que el consumo excesivo de alcohol provoca cambios epigenéticos al disminuir la disponibilidad de SAMe, cambiando así el patrón de metilación del ADN y provocando una hipo o hipermetilación que altera la transcripción del ADN.

### Estrés oxidativo
El estrés oxidativo y la acumulación de ERO (especies reactivas del oxígeno)  es un factor importante en el crecimiento del cáncer. El metabolismo del etanol por CYP450 2E1 en acetaldehído tiene un subproducto de ERO. La presencia de ERO en el entorno celular provoca peroxidación lipídica que puede dar lugar a aductos exocíclicos. Las ERO en un microentorno tumoral también pueden actuar como una señal intercelular que conduce a la regulación al alza de los factores de crecimiento endotelial vascular y la proteína quimiotáctica de monocitos-1. También se ha observado que la acumulación de hierro está relacionada con el consumo de alcohol, que provoca mayores niveles de peroxidación y el consiguiente daño oxidativo.

### Regulación hormonal
Los altos niveles de hormonas en el suero se han asociado con el consumo excesivo de alcohol. Especialmente oesterogen y estradiol que pueden aumentar la actividad transcripcional en células ER+ que promueven la proliferación celular. Aquellas mujeres en pre-menopausia que usan anticonceptivos de progestina tienen cierta compensación por los altos niveles de estradiol, aunque después de la menopausia, aquellas con un consumo excesivo de alcohol tienen un mayor riesgo de cáncer de mama y cánceres dependientes de estrógeno.

### Otros mecanismos
Existen otros mecanismos que contribuyen al riesgo de cáncer con el consumo de alcohol. Se cree que el consumo excesivo de alcohol puede provocar una disminución de la disponibilidad de ácido fólico, lo que puede reducir la disponibilidad de nucleótidos para la reparación del ADN. Además, el etanol puede disminuir la conversión de homocisteína en metionina, un aminoácido esencial que forma parte de la formación de SAMe.
El aumento de la inflamación debido al consumo de alcohol puede aumentar la formación de varias citoquinas, especialmente NF-κB, que es un factor de transcripción.
Además, el consumo de alcohol se asocia a una disminución de los niveles de vitamina A, lo que reduce la conversión y la señalización de los retinoides.
Las personas que fuman y beben corren un riesgo mucho mayor de desarrollar cáncer de boca, tráquea y esófago. Se cree que el etanol puede ser un disolvente de los factores cancerígenos del tabaco. Las investigaciones han demostrado que el riesgo de desarrollar estos cánceres es 35 veces mayor que en los individuos que ni fuman ni beben. Estas pruebas pueden sugerir que existe una interacción cocarcinogénica entre el alcohol y los carcinógenos relacionados con el tabaco.

### Efecto cancerígeno local del etanol
El riesgo de cáncer asociado al consumo de alcohol es mayor en los tejidos que están en contacto más estrecho con la ingestión de alcohol, como la cavidad oral, la faringe y el esófago. Esto se explica por el hecho de que el etanol es un carcinógeno probado y, además, el metabolito del etanol (acetaldehído) producido en el hígado es altamente carcinógeno, explicando así tanto los cánceres locales (boca, garganta, esófago) como los distantes (piel, hígado, mama). 
Es bien sabido que el etanol provoca la muerte celular en las concentraciones presentes en las bebidas alcohólicas. Pocas células sobreviven a una exposición de una hora a un 5-10% de etanol o a una exposición de 15 segundos a un 30-40% de etanol en cultivo celular, donde las células supervivientes podrían sufrir cambios genómicos que condujeran a la carcinogénesis. Pero pruebas recientes sugieren que el efecto citotóxico del etanol sobre las células que recubren la cavidad oral, la faringe y el esófago activa la división de las células madre situadas en capas más profundas de la mucosa para sustituir a las células muertas. 
Cada vez que las células madre se dividen, quedan expuestas a errores inevitables asociados a la división celular (por ejemplo, las mutaciones que surgen durante la replicación del ADN y las alteraciones cromosómicas que se producen durante la mitosis) y también se vuelven muy vulnerables a la actividad genotóxica de los agentes que dañan el ADN (por ejemplo, el acetaldehído y los carcinógenos del tabaco). 
El consumo de alcohol probablemente aumenta el riesgo de desarrollar cáncer de cavidad oral, faringe y esófago al promover la acumulación de divisiones celulares en las células madre que mantienen estos tejidos en homeostasis. Dado que la actividad citotóxica del etanol depende de la concentración, el riesgo de padecer estos cánceres no sólo aumentará con cantidades crecientes de etanol, sino también con concentraciones crecientes; una onza de whisky es probablemente más cancerígena cuando se toma sin diluir que cuando se toma mezclada con bebidas no alcohólicas. El efecto citotóxico local del etanol también puede explicar el conocido efecto sinérgico del consumo de alcohol y tabaco sobre el riesgo de padecer estos cánceres.

### Transición epitelial-mesenquimatosa
Un estudio encontró que el alcohol estimula la transición epitelial-mesenquimatosa (EMT), en la que las células cancerosas ordinarias cambian a una forma más agresiva y comienzan a diseminarse por todo el cuerpo.

### Efecto del alcohol en el progreso del cáncer cuando este se establece
Un estudio de la influencia de la ingesta de alcohol en el crecimiento tumoral del carcinoma hepatocelular (CHC) en pacientes con cirrosis tipo C encontró que el alcohol influía en el tiempo de duplicación del volumen tumoral (TVDT).
Un estudio de embriones de pollo sugiere que el alcohol estimula el crecimiento de sus tumores al impulsar la producción de un factor de crecimiento que estimula el desarrollo de vasos sanguíneos en los tumores. Un estudio de 2006 en ratones mostró que beber con moderación resultó en tumores más grandes y más fuertes a través de un proceso conocido como angiogénesis.
Un estudio en el que se administraron altas cantidades de alcohol a ratones sugiere que acelera el crecimiento del cáncer al acelerar la pérdida de grasa corporal y deprimir la actividad inmunológica.

## Variación genética y riesgo de cáncer
Dado que el acetaldehído producido a partir del metabolismo del alcohol desempeña un papel en la carcinogenicidad inducida por el consumo de alcohol, las mutaciones en las enzimas implicadas en la producción de acetaldehído pueden conducir a un mayor riesgo de cáncer. Entre estas enzimas se encuentran el citocromo P450 2E1 y la alcohol deshidrogenasa. Un estudio descubrió que "el alelo ADH1C*1 y el genotipo ADH1C*1/1 eran significativamente más frecuentes en pacientes con cánceres relacionados con el alcohol..." Un estudio europeo ha descubierto dos variantes genéticas que ofrecen una protección "significativa" contra los cánceres de boca y garganta. El alcohol es una sustancia química porfirinógena conocida. Varios estudios europeos han relacionado las porfirias hepáticas hereditarias con una predisposición al carcinoma hepatocelular. Las porfirias hepáticas agudas, en concreto la porfiria aguda intermitente, la porfiria variegada y la coproporfiria hereditaria, no tienen por qué presentar factores de riesgo típicos de CHC. La porfiria cutánea tardía también se asocia a CHC, pero con factores de riesgo típicos que incluyen evidencia de virus hepatotropos, hemocromatosis y cirrosis alcohólica. La tirosinemia tipo I, un trastorno hereditario del metabolismo de la tirosina que afecta a la segunda enzima de la vía metabólica del hemo, se asocia a un alto riesgo de desarrollar carcinoma hepatocelular en poblaciones jóvenes, incluidos los niños.

## Factor de riesgo para cánceres específicos

### El consumo moderado aumenta el riesgo
Un estudio de 2022 del Hospital de la Universidad Nacional de Seúl, sobre más de 4,5 millones de personas, que fueron examinadas durante 7 años, encontró que
- aquellos que aumentaron el consumo de alcohol tenían un mayor riesgo de cáncer (incluidos, entre otros, los cánceres relacionados con el alcohol) que aquellos que mantuvieron el mismo nivel de consumo de alcohol;
- el riesgo aumentó "independientemente del nivel de consumo de referencia"; en particular, los no bebedores que se convirtieron en bebedores leves o moderados también tuvieron un aumento del riesgo.

En el caso específico de pasar de no tomar alcohol a beber con moderación, se encontró “una alta incidencia de cáncer de estómago, hígado, vesícula biliar y pulmón, mieloma múltiple y leucemia ”.
El estudio también tuvo algunas limitaciones. Por ejemplo, todos los participantes estaban registrados en el Servicio Nacional de Seguro de Salud de Corea del Sur, pero el estudio no tuvo en cuenta las enfermedades del metabolismo del alcohol que se encuentran comúnmente en el este de Asia. Los participantes no tenían menos de 40 años. No se disponía de datos que tuvieran en cuenta el estilo de vida y los comportamientos positivos mantenidos durante el cribado, que podrían haber influido en el riesgo de cáncer, ni los hábitos de consumo de alcohol de los participantes anteriores al cribado.
Un estudio anterior encontró que "se determinó que un consumo creciente pero moderado de alcohol en las mujeres estaba asociado con un mayor riesgo de cánceres de cavidad oral y faringe, esófago, laringe, recto, mama e hígado...".

#### Cánceres de boca, esófago, faringe y laringe

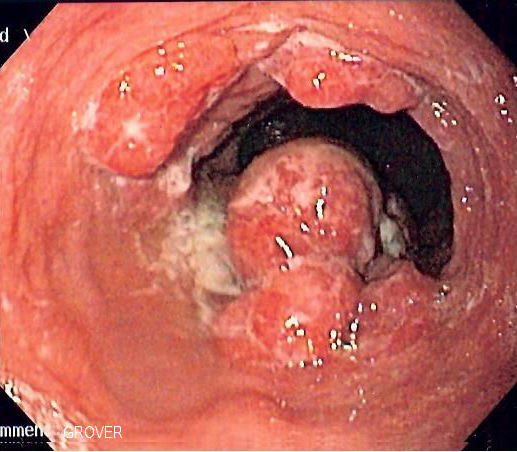
Imagen endoscópica de un paciente con adenocarcinoma esofágico visto en la unión gastroesofágica.

El consumo de alcohol en cualquier cantidad es un factor de riesgo para los cánceres de boca, esófago, faringe y laringe. El Instituto Nacional del Cáncer de EE. UU. afirma que "beber alcohol aumenta el riesgo de cáncer de boca, esófago, faringe, laringe e hígado en hombres y mujeres, ... En general, los riesgos aumentan por encima de la línea de base con cualquier ingesta de alcohol (leve;<2 copas de vino a la semana) y aumenta significativamente con la ingesta moderada de alcohol (una copa de vino al día) con el mayor riesgo en aquellos con más de 7 copas de vino a la semana. (Una copa se define como 12 onzas (355 ml) de cerveza normal, 5 onzas (148 ml) de vino o 1,5 onzas (45 ml) de licor de 80 grados). ... Además, consumir alcohol con tabaco es más arriesgado que hacerlo solo, porque aumenta aún más las probabilidades de contraer cáncer de boca, garganta y esófago". Las Guías Alimentarias para los Estadounidenses 2010 del gobierno federal definen el consumo moderado de alcohol como hasta una bebida al día para las mujeres y hasta dos bebidas al día para los hombres. El consumo excesivo de alcohol se define como más de tres copas al día o más de siete copas a la semana en el caso de las mujeres, y más de cuatro copas al día o más de 14 copas a la semana en el caso de los hombres.
El Consorcio Internacional de Epidemiología del Cáncer de Cabeza y Cuello (INHANCE) coordinó un metaestudio sobre la cuestión. Un estudio que analizaba el cáncer de laringe y el tipo de bebida concluyó: "Este estudio indica, por tanto, que en la población italiana caracterizada por el consumo frecuente de vino, el vino es la bebida más fuertemente relacionada con el riesgo de cáncer de laringe."
Una revisión de la literatura epidemiológica publicada entre 1966 y 2006 concluyó que:
- El riesgo de cáncer de esófago casi se duplicó en los dos primeros años tras dejar el alcohol, un aumento brusco que puede deberse a que algunas personas sólo dejan de beber cuando ya presentan síntomas de la enfermedad. Sin embargo, el riesgo disminuyó después de forma rápida y significativa tras periodos de abstinencia más prolongados.
- El riesgo de cáncer de cabeza y cuello solo se redujo significativamente después de 10 años de suspensión.
- Después de más de 20 años de dejar el alcohol, los riesgos de ambos cánceres fueron similares a los observados en personas que nunca bebieron alcohol.[46][47]

Un estudio concluyó que por cada bebida adicional consumida regularmente por día, la incidencia de cáncer de cavidad oral y faringe aumenta en 1 por 1000. La incidencia de cánceres de esófago y laringe aumenta en un 0,7 por 1000.
Un estudio de 2008 sugiere que el acetaldehído (un producto de descomposición del alcohol) está implicado en el cáncer oral.

#### Cáncer de mama

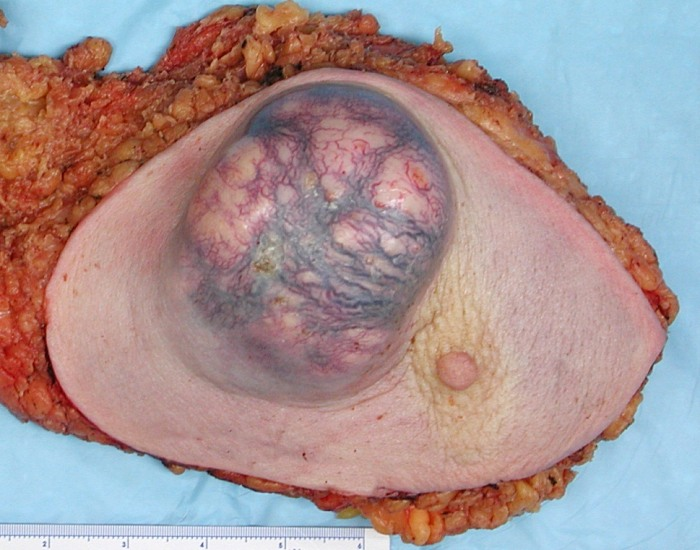
Muestra de mastectomía que contiene un cáncer de mama muy grande (en este caso, un carcinoma ductal invasivo).

El alcohol es un factor de riesgo para el cáncer de mama en las mujeres.
Una mujer que bebe una media de dos unidades de alcohol al día tiene un riesgo un 8% mayor de desarrollar cáncer de mama que una mujer que bebe una media de una unidad de alcohol al día. Un estudio concluyó que por cada bebida adicional consumida regularmente al día, la incidencia del cáncer de mama aumenta en un 11 por 1000. Aproximadamente el 6% (entre el 3,2% y el 8,8%) de los cánceres de mama registrados cada año en el Reino Unido podrían evitarse si se redujera el consumo de alcohol a un nivel muy bajo (es decir, menos de 1 unidad/semana). El consumo de moderado a elevado de bebidas alcohólicas (al menos de tres a cuatro copas por semana) se asocia a un riesgo 1,3 veces mayor de recurrencia del cáncer de mama. Además, el consumo de alcohol en cualquier cantidad se asocia a un riesgo significativamente mayor de recaída en supervivientes de cáncer de mama.

#### Cáncer colorrectal

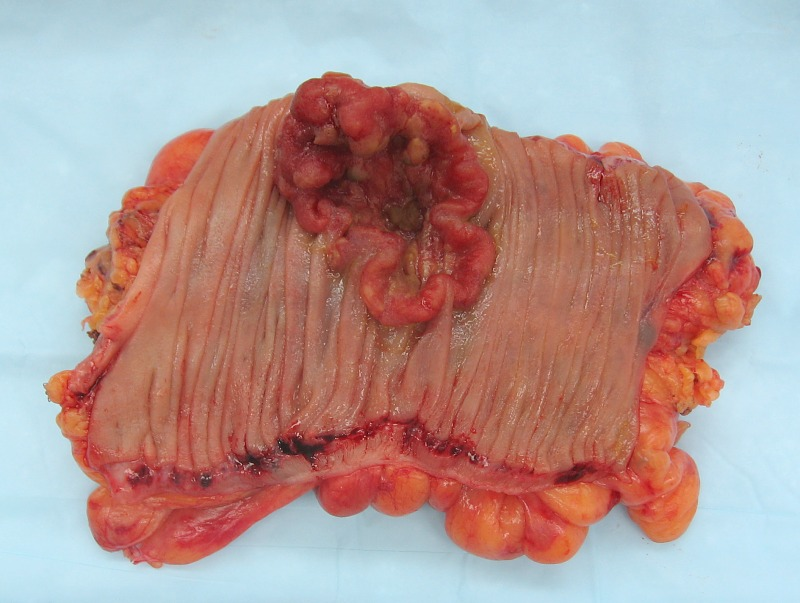
Muestra de colectomía que contiene un carcinoma colorrectal invasivo (el tumor de forma irregular, rojizo, similar a un cráter).

Beber puede ser una causa de la aparición más temprana del cáncer colorrectal. La evidencia de que el alcohol es una causa de cáncer de colon es convincente en los hombres y probable en las mujeres.
Los Institutos Nacionales de Salud, el Instituto Nacional del Cáncer, Investigación del Cáncer, la Sociedad Americana del Cáncer, la Clínica Mayo, y la Coalición del Cáncer Colorrectal, la Sociedad Americana de Clinical Oncology y el Memorial Sloan-Kettering Cancer Center enumeran el alcohol como un factor de riesgo.
Un informe del grupo de expertos del WCRF considera "convincentes" las pruebas de que las bebidas alcohólicas aumentan el riesgo de cáncer colorrectal en los hombres en niveles de consumo superiores a 30 gramos diarios de alcohol absoluto. El Instituto Nacional del Cáncer afirma: "El consumo excesivo de alcohol también puede aumentar el riesgo de cáncer colorrectal".
Un metanálisis de 2011 encontró que el consumo de alcohol estaba asociado con un mayor riesgo de cáncer colorrectal.

#### Cáncer de hígado

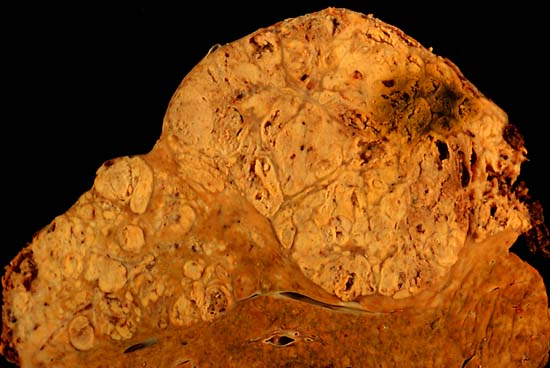
Carcinoma hepatocelular en un individuo con hepatitis C positiva. Muestra de autopsia.

El alcohol es un factor de riesgo de cáncer de hígado, a través de la cirrosis."La cirrosis es el resultado de la formación de cicatrices dentro del hígado, en la mayoría de los casos debido al consumo crónico de alcohol".
"Aproximadamente el 5% de las personas con cirrosis desarrollan cáncer de hígado. La cirrosis es una enfermedad que se desarrolla cuando las células del hígado son sustituidas por tejido cicatricial tras sufrir daños por el abuso del alcohol,... "
El NIAAA informa que "el consumo excesivo y prolongado de alcohol se ha asociado en muchos casos con cáncer de hígado primario". Sin embargo, se cree que es la cirrosis hepática, ya sea causada por el alcohol u otro factor, la que induce el cáncer".
"Las probabilidades de padecer cáncer de hígado aumentan notablemente con cinco o más copas al día" (NCI).
Un estudio concluyó que por cada bebida adicional consumida regularmente por día, la incidencia de cáncer de hígado aumenta en un 0,7 por 1000.
En los Estados Unidos, el cáncer de hígado es relativamente poco común y afecta aproximadamente a 2 personas de cada 100 000, pero algunos investigadores relacionan el consumo excesivo de alcohol con hasta el 36 % de estos casos. "En general, el 61 % de los CHC se atribuyeron al VHC [virus de la hepatitis C], el 13 % al VHB [virus de la hepatitis B] y el 18 % al consumo excesivo de alcohol". Un estudio en la provincia de Brescia, en el norte de Italia, concluyó: "Según los riesgos atribuibles a la población (RA), la ingesta excesiva de alcohol parece ser la causa más importante de CHC en esta zona, seguida de la infección por el VHC  y el VHB .

#### Cáncer de pulmón
El consumo de alcohol de más de 2 bebidas al día se asocia a un pequeño aumento del riesgo de cáncer de pulmón. Comentando un estudio de Freudenheim et al., R. Curtis Ellison MD escribe: "Este estudio, como otros, sugiere una asociación débil y positiva entre el consumo de mayores cantidades de alcohol (>2 bebidas al día) y el riesgo de cáncer de pulmón." Sin embargo, los estudios sobre la relación entre el consumo de alcohol y el cáncer de pulmón han arrojado resultados contradictorios. Los estudios suelen verse afectados por factores de confusión como el tabaquismo, que es uno de los factores de riesgo más importantes para el desarrollo del cáncer de pulmón. La relación entre el consumo de alcohol y el cáncer de pulmón no está clara.

#### Cáncer de piel
Los resultados de la cohorte European Prospective Investigation into Cancer and nutrition (EPIC) indicaron una asociación positiva entre el consumo de alcohol y el cáncer de piel. La ingesta inicial de alcohol y el consumo de alcohol a lo largo de la vida se asociaron con un mayor riesgo de desarrollar carcinoma de células escamosas, carcinoma de células basales y melanoma en los hombres. También se observó un mayor riesgo de estos cánceres de piel en las mujeres, pero la asociación no fue tan fuerte como la observada en los hombres. Cualquier ingesta de alcohol está asociada al desarrollo de melanoma maligno.

#### Cáncer de estómago
"También existieron aumentos estadísticamente significativos en el riesgo de cáncer de estómago, colon, recto, hígado, mama femenina y ovarios".
"Aunque el alcohol se ha estudiado ampliamente como causa de cáncer de estómago, no hay pruebas concluyentes de que aumente el riesgo. Sin embargo, los resultados de al menos tres estudios sugieren que el consumo excesivo de alcohol puede aumentar el riesgo de cáncer de estómago en los fumadores empedernidos.
Un estudio taiwanés concluyó: "...fumar cigarrillos puede desempeñar el papel más dañino en el desarrollo inicial del cáncer gástrico, y beber alcohol puede promover el proceso".
Un estudio noruego descubrió que "no se revelaron asociaciones estadísticamente significativas entre los distintos grados de exposición al alcohol y el riesgo de cáncer gástrico, pero el consumo elevado combinado de cigarrillos (>20/día) y alcohol (>5 ocasiones/14 días) multiplicó casi por 5 el riesgo de cáncer gástrico en comparación con los no consumidores".

### El consumo de 50 g o más por día aumenta el riesgo

#### Cáncer endometrial

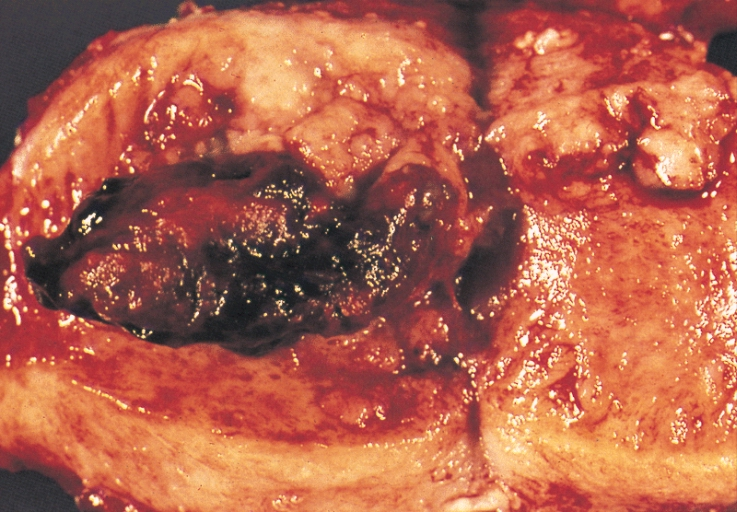
Un adenocarcinoma endometrial que invade el músculo uterino.

El alcohol se ha identificado como un factor de riesgo del cáncer de endometrio. Sin embargo, los datos sobre la relación entre la ingesta de alcohol y el cáncer de endometrio son contradictorios. En los casos en los que existen datos de una asociación, la ingesta de alcohol de baja a moderada (menos de dos bebidas al día) no se asocia a un aumento del riesgo, pero se ha sugerido una asociación para una ingesta de alcohol más elevada."Nuestros resultados sugieren que sólo el consumo de alcohol equivalente a 2 o más bebidas al día aumenta el riesgo de cáncer de endometrio en mujeres posmenopáusicas". "En conclusión, nuestros resultados sugieren que es poco probable que un consumo bajo de alcohol (hasta una bebida al día) influya sustancialmente en el riesgo de cáncer de endometrio."

#### Cáncer de vesícula biliar
Se ha sugerido que el alcohol es un factor de riesgo para el cáncer de vesícula biliar. La evidencia sugiere que un alto consumo de alcohol está asociado con el cáncer de vesícula biliar. Los hombres pueden tener un mayor riesgo de cáncer de vesícula biliar relacionado con el alcohol que las mujeres.

#### Cáncer de ovarios
"Así pues, los resultados de este estudio sugieren que una ingesta de alcohol relativamente elevada (del orden de 40 g al día o más) puede causar un modesto aumento del riesgo de cáncer epitelial de ovario". "También se encontraron asociaciones entre el consumo de alcohol y los cánceres de ovario y próstata, pero sólo para 50 g y 100 g al día"."También se produjeron aumentos estadísticamente significativos del riesgo de cáncer de estómago, colon, recto, hígado, mama femenina y ovarios".
"Por lo tanto, este análisis combinado no respalda una asociación entre el consumo moderado de alcohol y el riesgo de cáncer de ovario".

#### Cáncer de próstata
"Los datos del Estudio de Seguimiento de Profesionales de la Salud mostraron sólo una débil asociación entre la ingesta general de alcohol y el riesgo de cáncer de próstata, y ninguna asociación en absoluto entre la ingesta de vino tinto y el riesgo de cáncer de próstata."
Un metanálisis publicado en 2001 encontró un riesgo aumentado pequeño pero significativo para los hombres que bebían más de 50 g/día de alcohol, con un riesgo ligeramente mayor para los hombres que consumían más de 100 g/día. Desde ese análisis, los estudios de cohortes en Estados Unidos han encontrado mayores riesgos para los hombres que beben cantidades moderadas de bebidas espirituosas y para los "bebedores compulsivos", pero el consumo moderado de cerveza o vino no se ha relacionado con un mayor riesgo.
El consumo de alcohol de 50 gy 100 g por día también se asocia con cánceres de ovario y próstata.  Sin embargo, un estudio concluye que el consumo moderado de alcohol aumenta el riesgo de cáncer de próstata. El consumo de licor, pero no de vino o cerveza, se asoció positivamente con el cáncer de próstata".
El Centro de Investigación del Cáncer Fred Hutchinson descubrió que los hombres que consumían cuatro o más vasos de vino tinto a la semana presentaban una reducción del 50% en el riesgo de desarrollar cáncer de próstata. No encontraron "efectos significativos -positivos o negativos- asociados al consumo de cerveza o licores fuertes ni una reducción consistente del riesgo con el vino blanco, lo que sugiere que debe haber un compuesto beneficioso en el vino tinto del que carecen otros tipos de alcohol. Ese compuesto... puede ser un antioxidante llamado resveratrol, que abunda en la piel de las uvas tintas".
Un metaanálisis de estudios publicado en 2009 encontró que el consumo de solo 2 bebidas estándar por día aumentaba el riesgo de cáncer en un 20 %.

#### Cáncer de intestino delgado

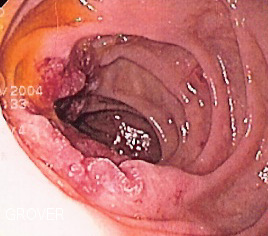
Imagen endoscópica de adenocarcinoma de duodeno visto en el duodeno postbulbar.

Un estudio de pacientes con cáncer de intestino delgado informó que el consumo de alcohol se asoció con adenocarcinomas y tumores carcinoides malignos.
"En hombres y mujeres combinados, se observó un riesgo significativamente 3 veces mayor en los bebedores empedernidos (80+g etanol/día) en relación con los bebedores más moderados y los no bebedores."
"El consumo de alcohol y tabaco no aumentó el riesgo de adenocarcinoma de intestino delgado. ... Aunque los datos actuales no son consistentes con un efecto importante del tabaco o el alcohol, una asociación moderada entre estos factores y el cáncer de intestino delgado puede haber sido oscurecida por el juego del azar."

### La evidencia es mixta

#### Leucemia
El consumo de alcohol durante el embarazo se ha asociado a la leucemia infantil. Una revisión publicada por el Instituto Nacional del Cáncer situó el consumo materno de alcohol durante el embarazo en la categoría de "sugerente", pero concluyó que el riesgo no era importante.
Leucemia linfocítica aguda (LLA)
Para la LLA en niños, es "poco probable que el consumo materno de alcohol durante el embarazo sea un factor de riesgo importante para la LLA"
Leucemia mieloide aguda (LMA)
Un estudio concluyó: "En conclusión, aunque nuestro estudio no mostró una asociación clara entre la ingesta de alcohol y el riesgo de leucemia, algunos de los patrones de las estimaciones de riesgo (una posible curva dosis-respuesta en forma de J entre la ingesta de alcohol y los riesgos de LLA, LMA y LLC, y la asociación positiva entre el alcohol y la LMC), pueden ser sugerentes."
LMA infantil
"Tres estudios informaron un mayor riesgo (aproximadamente 1,5 a 2 veces) en madres que bebieron bebidas alcohólicas durante el embarazo. Estas asociaciones han sido particularmente evidentes en niños diagnosticados antes de los tres años de edad". "El consumo materno de alcohol durante el embarazo aumenta el riesgo de leucemia infantil, especialmente de LMA".
Leucemia no linfocítica aguda (LNLA)
Un estudio encontró que la exposición intrauterina al alcohol duplicó el riesgo de LNLA infantil.
Leucemia linfocítica crónica (LLC)
Un estudio concluyó: "En conclusión, aunque nuestro estudio no mostró una asociación clara entre la ingesta de alcohol y el riesgo de leucemia, algunos de los patrones de las estimaciones de riesgo (una posible curva dosis-respuesta en forma de J entre la ingesta de alcohol y los riesgos de LLA, LMA y LLC, y la asociación positiva entre el alcohol y la LMC), pueden ser sugerentes"..
Leucemia mieloide crónica (LMC)
Un estudio de casos y controles basado en la población en Italia encontró una asociación positiva no significativa entre el consumo de alcohol y la leucemia mieloide crónica.
Leucemia de células pilosas
Un estudio concluyó: "No se encontró asociación entre fumar cigarrillos, el consumo de alcohol o café y la leucemia de células pilosas".

#### Mieloma múltiple (MM)
Se ha sugerido que el alcohol es una posible causa de mieloma múltiple, aunque un estudio no encontró asociación entre MM en un estudio de comparación entre bebedores y no bebedores.

#### Cáncer de páncreas
Mientras que la asociación entre el abuso de alcohol y la pancreatitis está bien establecida, la asociación entre el consumo de alcohol y el cáncer de páncreas está menos clara. En general, las pruebas sugieren un ligero aumento del riesgo de cáncer de páncreas con el consumo crónico excesivo de alcohol, pero las pruebas siguen siendo contradictorias, ya que varios estudios no han encontrado ninguna asociación, pero tampoco un aumento del riesgo para las personas que consumen hasta 30 g de alcohol al día.
En general, la asociación es consistentemente débil y la mayoría de los estudios no han encontrado asociación. Aunque el consumo excesivo de alcohol es una de las principales causas de pancreatitis crónica, que a su vez predispone al cáncer de páncreas, la pancreatitis crónica asociada con el consumo de alcohol es un precursor del cáncer de páncreas con menos frecuencia que otros tipos de pancreatitis crónica.
Algunos estudios sugieren una relación, el aumento del riesgo con el aumento de la ingesta de alcohol. El riesgo es mayor en los bebedores empedernidos, principalmente del orden de cuatro o más tragos por día. No parece haber un mayor riesgo para las personas que consumen hasta 30 g de alcohol por día, que es aproximadamente 2 bebidas alcohólicas por día, por lo que la mayoría de las personas que toman alcohol lo hacen a un nivel que "probablemente no sea un factor de riesgo para el cáncer de páncreas". Un análisis combinado concluyó: "Nuestros hallazgos son consistentes con un aumento modesto en el riesgo de cáncer de páncreas con el consumo de 30 o más gramos de alcohol por día".
Varios estudios advierten de que sus resultados podrían deberse a factores de confusión. Incluso si existe una relación, "podría deberse al contenido de algunas bebidas alcohólicas" y no al alcohol en sí además del alcohol en sí. Un estudio holandés incluso encontró que los bebedores de vino blanco tenían un riesgo menor.
""Alrededor de 7 de cada 10 casos de pancreatitis crónica se deben al consumo excesivo de alcohol durante mucho tiempo. La pancreatitis crónica es un factor de riesgo conocido de cáncer de páncreas. Pero la pancreatitis crónica debida al alcohol no aumenta el riesgo tanto como otros tipos de pancreatitis crónica. Por tanto, si existe una relación entre el alcohol y el riesgo de cáncer de páncreas, es muy leve".
"Nuestros hallazgos indican que el consumo de alcohol en los niveles que normalmente consume la población general de los Estados Unidos probablemente no sea un factor de riesgo para el cáncer de páncreas. Sin embargo, nuestros datos sugieren que el consumo excesivo de alcohol puede estar relacionado con el riesgo de cáncer de páncreas".
"Los riesgos relativos de cáncer de páncreas aumentaron con la cantidad de alcohol consumido después del ajuste por edad, tabaquismo y paquetes-año de tabaquismo".
"Los alcohólicos tenían solo un modesto 40 % de exceso de riesgo de cáncer de páncreas... El exceso de riesgo de cáncer de páncreas entre los alcohólicos es pequeño y posiblemente podría atribuirse a la confusión por el tabaquismo".
"Se demostró que el riesgo relativo de cáncer de páncreas aumenta con la ingesta de grasas y alcohol... Es posible que el alcohol no esté directamente relacionado con la etiología del cáncer de páncreas: su efecto podría deberse al contenido de algunas bebidas alcohólicas".
"Cuando se comparó con los datos de los no bebedores, el consumo acumulado a lo largo de la vida de todos los tipos de alcohol en gramos de etanol... cerveza, licores, vino tinto y vino fortificado no se relacionó con el riesgo. El consumo de vino blanco se asoció inversamente con el riesgo.... Las estimaciones de riesgo uniformemente reducidas para el número de bebidas de vino blanco a lo largo de la vida se basaban en números pequeños...."
"En su mayor parte, el consumo total de alcohol, vino, licor y cerveza no se asoció con el cáncer de páncreas".
"Los datos de estas dos grandes cohortes no respaldan ninguna asociación general entre el consumo de café o alcohol y el riesgo de cáncer de páncreas".
"Nuestros hallazgos son consistentes con un modesto aumento en el riesgo de cáncer de páncreas con el consumo de 30 o más gramos de alcohol por día".

### No se sospecha que aumente el riesgo
Esta sección enumera los cánceres en los que el alcohol no figura como factor de riesgo y en los que se han publicado artículos.

#### Astrocitoma infantil
Un estudio concluyó que la exposición fetal al alcohol no está asociada con el astrocitoma infantil.

#### Cáncer de las vías biliares
Una revisión de la literatura encontró que no existe una asociación entre el consumo de alcohol y el cáncer de las vías biliares .

#### Cáncer de vejiga
"Los datos epidemiológicos sobre el consumo de alcohol y el cáncer de vejiga no sugieren ninguna asociación, aunque los hallazgos no siempre fueron consistentes. Para ambos hábitos, una explicación del aumento moderado del riesgo observado en algunas investigaciones podría atribuirse a la confusión residual del tabaquismo, o a una asociación entre el alcohol, el café y factores de riesgo aún no identificados para el cáncer de vejiga".

#### Cáncer de cuello de útero
Artículo principal: Cáncer de cuello de útero
Un estudio concluyó "que las mujeres alcohólicas tienen un alto riesgo de padecer cáncer de cuello de útero in situ e invasivo", pero lo atribuyó a razones indirectas relacionadas con el estilo de vida.

#### Carcinoma ductal in situ (CDIS) de mama
"Las pacientes con CDIS y los sujetos de control no difirieron con respecto al uso de anticonceptivos orales, la terapia hormonal sustitutiva, el consumo de alcohol o los antecedentes de tabaquismo, o la autoexploración mamaria. Las asociaciones para el CLIS fueron similares".

#### Ependimoma
Artículo principal: Ependimoma
En una revisión de la bibliografía básica se halló que el consumo de cerveza se asociaba con un aumento del riesgo en un estudio, pero no en otro.

#### Melanomas intraoculares y uveales
Véase también: Melanoma uveal
Un estudio no halló ninguna asociación entre el alcohol y el melanoma uveal.

#### Cáncer nasofaríngeo / Carcinoma nasofaríngeo (CNF)
Artículo principal: Carcinoma nasofaríngeo
Una revisión sistemática halló pruebas de que el consumo ligero de alcohol puede disminuir el riesgo de carcinoma nasofaríngeo, mientras que la ingesta elevada de alcohol puede aumentarlo.

#### Neuroblastoma
Artículo principal: Neuroblastoma
Algunos estudios han indicado un aumento del riesgo de neuroblastoma con el consumo de alcohol durante el embarazo.

#### Cáncer de glándulas salivales (CGS)
El consumo de alcohol se asocia a un mayor riesgo de cáncer de glándulas salivares.

#### Cáncer de testículo
Artículo principal: Cáncer de testículo
Una revisión concluyó que "no hay pruebas firmes de una relación causal entre los riesgos de comportamiento [tabaco, alcohol y dieta] y el cáncer de testículo".

#### Cáncer de tiroides
Artículo principal: Cáncer de tiroides
Una revisión de 2009 concluyó que la ingesta de alcohol no afecta al riesgo de desarrollar cáncer de tiroides. Sin embargo, un estudio de 2009 de 490.000 hombres y mujeres concluyó que el alcohol puede reducir el riesgo de cáncer de tiroides. Un estudio de 2009 de 1.280.296 mujeres en el Reino Unido concluyó: "La disminución del riesgo de cáncer de tiroides que encontramos asociada a la ingesta de alcohol concuerda con los resultados de algunos estudios, aunque un metaanálisis de 10 estudios de casos y controles y otros dos estudios de cohortes no informaron de asociaciones estadísticamente significativas."

#### Cáncer de vagina
Artículo principal: Cáncer de vagina
Un estudio danés halló que "la abstinencia del consumo de alcohol se asoció con un riesgo bajo tanto de cáncer de vagina como de cáncer de vulva en nuestro estudio".
Un estudio concluyó que las mujeres alcohólicas tienen un riesgo elevado de cáncer de vagina. En ambos estudios se citaron razones indirectas relacionadas con el estilo de vida.

#### Cáncer de vulva
Un estudio informó de que "no surgió ninguna asociación consistente entre el consumo de leche, carne, hígado, alcohol y café y el riesgo de cáncer de vulva". Un estudio danés halló lo contrario, que el consumo de alcohol se asocia significativamente con el cáncer de vulva y de vagina. Un estudio sueco concluyó que las mujeres alcohólicas no tienen mayor riesgo de cáncer de vulva.

### Podría reducir el riesgo

#### Linfoma de Hodgkin (LH)
Artículo principal: Linfoma de Hodgkin
Un estudio concluyó: "Los resultados de este estudio europeo a gran escala [...] indicaron un efecto protector del alcohol en el desarrollo del LNH en los hombres y en los países no mediterráneos". En un estudio de casos y controles basado en la población realizado en Alemania, se encontró que el alcohol redujo el riesgo de LH tanto en hombres como en mujeres, pero más en los hombres, cuyo riesgo se redujo en 53 %.
Un estudio de casos y controles basado en la población en Italia notificó un efecto protector del consumo de alcohol en el riesgo de LH entre los no fumadores. El análisis de los datos de una serie de estudios de casos y controles en el norte de Italia reveló un efecto positivo modesto del alcohol en la disminución del riesgo de LH tanto entre los fumadores como entre los no fumadores.
Un estudio en el que se tuvo en cuenta a más de 1 millón de mujeres estadounidenses descubrió que el aumento de los niveles de consumo de alcohol se asociaba a una disminución del riesgo de linfoma de Hodgkin.

#### Cáncer de riñón (carcinoma de células renales) (CCR)
Artículo principal: Carcinoma de células renales
"El consumo moderado de alcohol se asoció a un menor riesgo de cáncer de células renales tanto en mujeres como en hombres en este análisis agrupado" "Este análisis agrupado halló una asociación inversa entre el consumo de alcohol y el CCR. Los riesgos siguieron disminuyendo incluso por encima de ocho bebidas al día (es decir, >100 g/día) de consumo de alcohol, sin nivelación aparente del riesgo"
Un estudio concluyó: "Los resultados de nuestro estudio prospectivo de cohortes de mujeres de mediana edad y ancianas indican que el consumo moderado de alcohol puede estar relacionado con la disminución del riesgo de CCR". Los investigadores que llevaron a cabo un estudio en Iowa informaron de que "En esta investigación de casos y controles basada en la población, informamos de más pruebas de que el consumo de alcohol disminuye el riesgo de CCR entre las mujeres, pero no entre los hombres. Nuestra capacidad de demostrar que la relación se mantiene después del ajuste multivariante de varios factores de confusión nuevos (es decir, alimentación, actividad física y antecedentes familiares) refuerza el apoyo a una relación verdadera".
Otro estudio no halló ninguna relación entre el consumo de alcohol y el riesgo de cáncer de riñón ni en hombres ni en mujeres.
Un estudio finlandés concluyó: "Estos datos sugieren que el consumo de alcohol se asocia con una disminución del riesgo de CCR en hombres fumadores. Debido a que la mayoría de las reducciones del riesgo se observaron en el cuartil más alto de consumo de alcohol y a que el alcohol es un factor de riesgo de varios tipos de cáncer, en particular entre los fumadores, estos datos deben interpretarse con cautela". "Nuestros datos sugieren una asociación inversa entre el consumo de alcohol y el riesgo de cáncer de células renales..." En comparación con los no bebedores, los hombres que bebían una o más bebidas al día tenían un riesgo 31% menor de cáncer de riñón entre 161.126 participantes de la Hawaii-Los Angeles Multiethnic Cohort.
Un estudio en el que se tuvo en cuenta a más de 1 millón de mujeres estadounidenses descubrió que el aumento de los niveles de consumo de alcohol se asociaba a una disminución del riesgo de cáncer renal.

#### Linfoma no Hodgkin (LNH)
Artículo principal: Linfoma no Hodgkin
Un estudio concluyó: "Las personas que consumen bebidas alcohólicas podrían tener un riesgo menor de LNH que las que no lo hacen, y este riesgo podría variar según el subtipo de LNH". "En comparación con los no bebedores, los consumidores de alcohol tenían un riesgo menor de linfoma no Hodgkin en general... y para sus principales subtipos". Un estudio concluyó: "Los no consumidores de alcohol tenían un riesgo elevado de LNH en comparación con los consumidores...".
Algunos estudios han hallado un efecto protector sobre el LNH del consumo de algunas formas de bebidas alcohólicas o en algunos grupos demográficos. Un estudio de hombres en EE. UU. halló que el consumo de vino, pero no de cerveza o licores, se asociaba con un menor riesgo de LNH. y un amplio estudio europeo halló un efecto protector del alcohol entre los hombres y en países no mediterráneos..." Un estudio de mujeres mayores en Iowa halló que el alcohol reducía el riesgo de LNH y que la cantidad de alcohol consumida, más que el tipo de bebidas alcohólicas, parecía ser el principal determinante en la reducción del riesgo".
Algunos estudios no han encontrado un efecto protector del consumo de alcohol. La investigación británica no encontró ninguna asociación entre la frecuencia del consumo de alcohol y el LNH. y la investigación en Suecia encontró que el consumo total de cerveza, vino o licor no se asoció con ningún subtipo principal de LNH examinado, aparte de una asociación entre el consumo elevado de vino y un mayor riesgo de leucemia linfocítica crónica".
Un estudio de pacientes de LNH concluyó: "Nuestros hallazgos alientan firmemente a los médicos a aconsejar a los pacientes de LNH que dejen de fumar y disminuyan el consumo de alcohol para obtener mejoras en el curso del LNH".
Un estudio en el que se tuvo en cuenta a más de 1 millón de mujeres estadounidenses descubrió que el aumento de los niveles de consumo de alcohol se asociaba a una disminución del riesgo de linfoma no hodgkiniano.

## Ingesta máxima recomendada de alcohol
Como se ha indicado anteriormente, no existe una ingesta de alcohol recomendada con respecto al riesgo de cáncer por sí solo, ya que varía en función de cada tipo de cáncer. Las directrices gubernamentales sobre la ingesta de alcohol que, para un hombre sano, oscilan entre 140 y 280 g por semana. 
Un metaanálisis sugiere que los riesgos de cáncer pueden comenzar por debajo de los niveles recomendados. "El riesgo aumentó significativamente para los bebedores, en comparación con los no bebedores, a partir de una ingesta de 25 g (< 2 bebidas estándar) al día para los siguientes cánceres: de cavidad oral y faringe (riesgo relativo, RR, 1,9), esófago (RR 1,4), laringe (RR 1,4), mama (RR 1,3), hígado (RR 1,2), colon (RR 1,1) y recto (RR 1,1)".
El Fondo Mundial para la Investigación del Cáncer recomienda limitar el consumo a menos de dos bebidas al día en el caso de los hombres y a menos de una bebida al día en el caso de las mujeres. Define una "bebida" como aquella que contiene entre 10 y 15 gramos de etanol.

## Manipulación de la ciencia sobre el alcohol y el cáncer por parte de la industria del alcohol
Un estudio publicado en 2017 ha descubierto que las organizaciones de fachada creadas por las principales compañías de alcohol del mundo están engañando activamente a la gente sobre el riesgo de cáncer debido al consumo de alcohol. El estudio establecía paralelismos con las actividades de larga data de la industria tabacalera. También afirmaba que había un interés especial en engañar a las mujeres bebedoras, ya que gran parte de la información errónea sobre el cáncer producida por estas empresas se centraba en el cáncer de mama.
La industria del alcohol en todo el mundo también ha hecho campaña para eliminar las leyes que exigen que las bebidas alcohólicas lleven etiquetas de advertencia sobre el cáncer.
Una encuesta de 2019 realizada por el Instituto Estadounidense de Investigación sobre el Cáncer (AICR) mostró que solo el 45 % de los estadounidenses eran conscientes del riesgo asociado de cáncer debido al consumo de alcohol, frente al 39 % en 2017. El AICR cree que los anuncios relacionados con el alcohol sobre los beneficios cardiovasculares saludables de un alcohol modesto eclipsan los mensajes sobre el aumento de los riesgos de cáncer.